# كوب الشاي
«كوب الشاي» هي قصة قصيرة كتبها كاثرين مانسفيلد عام 1922. نُشرت لأول مرة في The Story-Teller في مايو 1922. ظهرت لاحقًا في عش الحمام وقصص أخرى (1923).
ظهرت قصصها القصيرة لأول مرة في ملبورن عام 1907، لكن الشهرة الأدبية جاءت لها في لندن بعد نشر مجموعة من القصص القصيرة بعنوان In a German Pension .
شخصية روزماري فيل هي «إعادة بناء خيالية» لابن عم مانسفيلد الثري، بعد إزالته، الكاتبة إليزابيث فون أرنيم.

## ملخص المؤامرة
روزماري فيل شابة ثرية متزوجة من Istat ، تذهب إلى شارع Curzon للتسوق في محل لبيع الزهور ومتجر عتيق حيث تعجب بعلبة خزفية صغيرة مطلية بشكل جميل ولكنها لا تشتريها وقبل الذهاب إلى السيارة، اقتربت الآنسة سميث وهي فتاة فقيرة، من روزماري وتطلب ما يكفي من المال لشراء الشاي. وبدلاً من ذلك، تقود روزماري الفتاة إلى منزلها الفخم، عازمة على إظهار «أن الأحلام تتحقق» و «أن الأغنياء لديهم قلوب بالفعل».
في منزل فيلز، تأكل الآنسة سميث طعامها وشايها. ثم بدأت في إخبار روزماري بحياتها حتى يأتي زوج روزماري ، فيليب. وعلى الرغم من دهشته في البداية، يتعافى فيليب ويطلب التحدث إلى روزماري وحدها.
وفي المكتبة ينقل فيليب رفضه عندما تقاوم روزماري رفض الآنسة سميث، وحاول فيليب تكتيكًا آخر أكثر نجاحًا وهو إنه يجعل روزماري تغار ويلعب في ثقتها بنفسها من خلال إخبارها بمدى جماله في تفكيره الآنسة سميث. تسترجع روزماري ثلاث أوراق نقدية من الجنيهات، ويفترض أنها ترسل الفتاة بعيدًا بعيد كل البعد عن تعهد روزماري الأول «بالعناية» و «أن تكون لطيفًا بشكل مخيف مع» الآنسة سميث). وفي وقتٍ لاحق، ذهبت روزماري إلى زوجها وأخبرته أن «الآنسة سميث لن تتناول العشاء معنا الليلة.» سألت أولاً عن الصندوق العتيق من الصباح، لكنها وصلت بعد ذلك إلى قلقها الحقيقي، وسألت فيليب بهدوء، «هل أنا جميلة ؟» القصة تنتهي بهذا السؤال.

## المواضيع الرئيسية
- الوعي الطبقي
- النسوية
- المادية
- قلة الثقة بالنفس
- الغيرة